# فلیسیتاس مندز
فلیسیتاس گومز مارتینز د مِندِز (۱۹۱۶ – ۱۲ آوریل ۱۹۹۸) یک فعال پورتوریکوئی در جنبش حقوق مدنی آمریکا بود. درسال ۱۹۴۶، مندز و همسرش نبرد حقوق مدنی آموزشی را رهبری کردند که کالیفرنیا را تغییرداد و یک الگوی حقوقی مهم برای پایان‌دادن قانونی تبعیض نژادی در ایالات متحده ایجادکرد. پرونده برجسته تبعیض‌‌نژادزُدایی آنها، معروف به مندز وی. وست مینستر، راه را برای یکپارچه‌سازی معنادار و اصلاح مدارس دولتی هموار کرد.

## برای مطالعهٔ بیشتر
- Blackwell Companion to Social Inequalities. Editors Eric Margolis and Mary Romero, Blackwell Companions to Sociology. Blackwell Publishing. 2005.
- Gonzalez, Gilbert G. (1994). Labor and Community: Mexican Citrus Worker Villages in a Southern California County, 1900-1950. University of Illinois Press.
- Gordon, June (2000). Color Of Teaching. Educational Change and Development Series. RoutledgeFalmer.
- Matsuda, Michael and Sandra Robbie (2006). Mendez vs. Westminster: For All the Children – An American Civil Rights Victory. Archived from the original on 2007-09-30.
- Meier, Matt S. and Margo Gutierrez (2000). Encyclopedia of the Mexican American Civil Rights Movement. Greenwood Press.
- Oropeza, Lorena (2005). Raza Sí! Guerra No!: Chicano Protest and Patriotism during the Viet Nam War Era. University of California Press.

- دیوید اس. اتینگر، تاریخچه جدایی زدایی مدرسه در دایره نهم، لویولا ۱۲ از بررسی حقوق لس آنجلس ۴۸۱، ۴۸۴–۴۸7 (1979).